# Ferdinand Worms (Schauspieler)
Johann Ferdinand Hubert Apollinaris Worms (20. September 1847 in Köln – 9. August 1911 in Bad Kudowa, Landkreis Glatz) war ein deutscher Theaterschauspieler, Theaterregisseur und Sänger (Bass).

## Leben
Ferdinand Worms war der Sohn des Stadtsekretärs Caspar Worms und seiner Frau Carolina Onkelbach.
Er begann seine Bühnentätigkeit 1873 am Thaliatheater in Düsseldorf. Es folgten Engagements an kleineren Bühnen, bis er 1879 nach Reval kam, wo er drei Jahre als Darsteller wie Regisseur erfolgreich tätig war. Von 1883 bis 1887 war Worms Mitglied des Walhalla-Operettentheaters in Berlin, dann zwei Jahre am Carltheater in Wien, von 1889 bis 1890 in Rotterdam, von 1890 bis 1891 in Mannheim, von 1892 bis 1893 in Berlin an der Krolloper, von 1894 bis 1895 am Stadttheater Hannover, worauf er abermals ans Wiener Carltheater verpflichtet wurde (1895 bis 1900), um nach einjährigem Wirken in Lodz wieder nach Berlin (Friedrich-Wilhelmstädtisches Theater) engagiert zu werden.
Worms war ein erfahrener Schauspieler, der sich nahezu auf allen Gebieten erprobt und wirkungsvoll betätigt hat. Unterstützt von einer vorteilhaften Bühnenerscheinung, kräftigem, sonoren Organ und ausdrucksvollem Spiel galt Worms als schätzenswerte schauspielerische Kraft. Um 1904 war er Regisseur am Apollo-Theater. Am Belle-Alliance-Theater hatte er kurz zuvor noch in dem Vaudeville-Stück Pick und Pocket den Schah von Persien gespielt. Zuletzt war er Oberinspektor am Breslauer Schauspielhaus. Er starb im Alter von 63 Jahren im Herzheilbad Kudowa.